# Grant & Forsyth
Grant & Forsyth was een Brits duo, bestaande uit het echtpaar Dominic Grant (1949-2020) en Julie Forsyth (04-04-1958).

## Achtergrond
Grant en Forsyth waren van oorsprong beiden een lid van de Britse popgroep Guys 'n' Dolls (voornamelijk succesvol in de jaren zeventig en begin jaren tachtig). De groep Guys 'n' Dolls viel in 1985 uiteen, waarna Grant en Forsyth een duo vormden. Ze verkregen nog enkele hits met countrynummers in de jaren erna. Forsyth schreef en componeerde daarnaast het nummer Go voor de Schotse zanger Scott Fitzgerald. Fitzgerald behaalde er een tweede plaats mee op het Eurovisiesongfestival 1988, achter winnares Céline Dion (die het nummer Ne partez pas sans moi zong) na een zeer spannende puntentelling met slechts één punt verschil. Forsyth en Grant verzorgden beiden, naast Des Dyer van Jigsaw, de achtergrondzang. In 1989 trouwden Forsyth en Grant.
In 2011 vierden Grant & Forsyth hun vijfentwintigjarig jubileum. Grant & Forsyth traden op bij de Toppers in concert 2013 en, samen met hun dochter Sophie Grant, tijdens de Toppers in concert 2017 - Wild West, Thuis Best.
Ze woonden enkele jaren in Hollandsche Rading. Dominic Grant overleed in november 2020 op 71-jarige leeftijd door een abdominaal aorta aneurysma (verbreding of uitstulping van een slagader in de buik).

## Discografie

### Albums
| Album met eventuele hitnotering(en) in de Nederlandse Album Top 100 | Datum van verschijnen | Datum van binnenkomst | Hoogste positie | Aantal weken | Opmerkingen    |
| ------------------------------------------------------------------- | --------------------- | --------------------- | --------------- | ------------ | -------------- |
| Country love songs                                                  | 1990                  | 19-05-1990            | 12              | 23           |                |
| Country christmas                                                   | 1990                  | 08-12-1990            | 36              | 5            |                |
| Country love songs 2                                                | 1991                  | 08-06-1991            | 23              | 30           |                |
| Country love songs 3                                                | 1992                  | 14-11-1992            | 26              | 12           |                |
| More country love songs                                             | 1993                  | 09-10-1993            | 34              | 20           |                |
| Grant & Forsyth                                                     | 1994                  | -                     |                 |              |                |
| Warm feeling                                                        | 1994                  | 08-10-1994            | 31              | 16           |                |
| In between dances                                                   | 1995                  | 14-10-1995            | 46              | 7            |                |
| Hun grootste successen                                              | 1996                  | 19-10-1996            | 26              | 21           | verzamelalbum  |
| True lovesongs                                                      | 1997                  | 05-07-1997            | 50              | 13           |                |
| Let's dance                                                         | 1998                  | 07-11-1998            | 66              | 7            | als The Grants |
| New country lovesongs                                               | 2001                  | 24-03-2001            | 40              | 6            |                |
| The platinum country collection                                     | 2004                  | 24-07-2004            | 42              | 6            |                |

### Singles
| Single met eventuele hitnotering(en) in de Nederlandse Top 40 | Datum van verschijnen | Datum van binnenkomst | Hoogste positie | Aantal weken | Opmerkingen |
| ------------------------------------------------------------- | --------------------- | --------------------- | --------------- | ------------ | ----------- |
| The sun ain't gonna shine anymore/Be my baby                  | 1988                  | 19-03-1988            | 15              | 7            |             |
| Anything for you                                              | 1988                  | 18-06-1988            | 33              | 4            |             |
| Somewhere between                                             | 1990                  | 02-06-1990            | 29              | 4            |             |
| To know you is to love you                                    | 1990                  | 25-08-1990            | 32              | 3            |             |
| The greatest gift of all                                      | 1990                  | 22-12-1990            | 31              | 3            |             |
| Turning over new leaves                                       | 1992                  | 25-04-1992            | 30              | 3            |             |